# 내 성인식에 절대 오지 마!
"내 성인식에 절대 오지 마!"(영어: You Are So Not Invited To My Bat Mitzvah)는 2023년 공개된 미국의 코미디 드라마 영화이다. 새미 코언이 감독을 맡았으며, 피오나 로젠블룸의 동명 소설이 영화의 원작이다.

## 출연

### 주연
- 서니 샌들러 : 스테이시 프리드먼 역
- 서맨사 로레인 : 리디아 로드리게즈 캐츠 역

### 조연
- 이디나 멘젤 : 브리 프리드먼 역
- 재키 샌들러 : 개비 로드리게즈 캐츠 역
- 아담 샌들러 : 대니 프리드먼 역
- 세이디 샌들러 : 로니 프리드먼 역
- 딜런 호프먼 : 앤디 골드파브 역
- 세라 셔먼 : 래비 레베카 역
- 댄 불라 : 캔터 제리 역
- 이도 모세리 : DJ 슈물리 역
- 재키 호프만 : 아이린 역
- 루이스 구즈만 : 일라이 캐츠 역
- 딘 스콧 바스케즈 : 마테오 역
- 미야 체크 : 킴 창 코헨 역